# 物理宇宙学
物理宇宙学（英語：physical cosmology）既是天体物理学（astrophysics）的分支，也是宇宙学（cosmology）的分支。它是研究宇宙大尺度结构和宇宙形成及演化等基本问题的学科。宇宙学的研究对象是天体运动和它的第一起因，在人类历史的很长一段时期曾是形而上学的一部份。作为一门科学，宇宙学起源于哥白尼原则和牛顿力学，它们指出天体和地球上的物体遵守同样的物理原理并解释了天体的运动。现在这一分支被称为天体力学。一般认为，物理宇宙学起源于20世纪的爱因斯坦广义相对论和对极远天体的天文观测。20世纪的科技进步使对宇宙起源的猜测成为可能。它也帮助建立了被绝大多数宇宙学家公认作理论和观测基础的大爆炸理论。（虽然职业宇宙学家认为大爆炸理论给观测以最好的解释，一些人至今仍在鼓吹另类宇宙学如等离子体宇宙学和稳恒态宇宙学。）大致来说，物理宇宙学处理的对象是宇宙中最大的物体（如星系、星系团、超星系团），最早形成的物体（如类星体）和几乎均匀的最早期宇宙（大爆炸、宇宙暴脹、微波背景辐射）。宇宙学是比较特别的学科。它与粒子物理学、场论有很强的关联。它的其他来源包括天体物理学、广义相对论和等离子体物理学的研究。

## 发展历史
现代宇宙学是沿着观测和理论的辐辙发展起来的。1915年爱因斯坦提出了广义相对论。因为那时的物理学家有一种偏见，认为宇宙是静态的、无始无终的，爱因斯坦在他的方程中加入了一个宇宙学常数项使稳恒态的方程成立。但后来发现宇宙不仅是膨胀，还有加速膨胀的趋势，于是这个最初的错误—宇宙学常数又成为了加速膨胀的来源。广义相对论的宇宙学解是由弗里德曼发现的，现在被称为弗里德曼-罗伯森-沃克宇宙。它描写的是膨胀或收缩的宇宙。
1910年斯里菲和威兹用多普勒现象来解释观测到的涡状星云的红移。这意味着这些星云正离我们远去。虽然人们可以测量天体的视角大小，但是却很难知道它们的实际大小和亮度，这使得测量天体的距离异常得困难。斯里菲和威兹没有意识到这些星云其实是河外星系，也没有意识这个发现对宇宙学的意义。1927年，一位比利时的天主教神父勒玛泰独立地发现了弗里德曼-罗伯森-沃克解并在涡状星云的观测基础上提出宇宙起源于原初原子爆炸的假说。1929年哈勃为这个假说提供了观测依据。他证明了涡状星云是一些星系并通过观测仙王变星来测量了它们的距离。他同时还发现了星系红移和亮度之间的关系，认为这一关系的起源是因为在所有方向星系离我们远去的速度正比于它们的距离。这个关系被称为哈勃定律，它其实只在最近才被确认，哈勃的数据误差很大。
给定宇宙学原理，哈勃定律意味着宇宙是在膨胀的。有两种可能可以解释这个现象，其一是由伽莫夫提出的大爆炸理论，另一种理论是霍义耳的稳恒态模型。在此模型中，星系互相远离时不停地有新物质产生，在任何时间宇宙大致是一样的。
许多年来这两者互有支撑依据。但是从1965年发现微波背景辐射以来，观测结果越来越倾向于支持前一种理论。1960年代以前，许多宇宙学家认为弗里德曼宇宙开始时的无限致密奇点是数学上的理想化，宇宙也应在到达此热致密状态之前从收缩转换到重新膨胀。这就是托尔曼的振荡宇宙模型。但是霍金和彭罗斯证明了这个模型是不可能實行的，他们指出了奇点是广义相对论的一个特征。从此以来大多数宇宙学家开始接受宇宙在有限时间以前开始演化的大爆炸理论。

## 研究领域
以下所列的是宇宙学研究的一些最活跃的领域，大致按时间顺序排列。这个单子不包括大爆炸宇宙学。它可以参见大霹靂年表。

### 极早期宇宙
虽然大爆炸理论看起来可以解释从{\displaystyle 10^{-33}}秒钟开始的早期热宇宙，它却面临着许多困难。其中之一是现今的粒子物理理论不能为宇宙的平坦性、均匀型和各向齐性（参阅宇宙学原理）提供一个令人满意的答案。另外，大统一模型预言了宇宙中有磁单极，它们也没有被观察到。宇宙暴脹解决了这些问题。它的物理模型虽然很简单，但是却没有被粒子物理所证实，其主要困难在于如何调和它和量子场论的矛盾。一些宇宙学家认为弦理论和膜宇宙学能为解决宇宙学原理提供另一方案。
宇宙学的另一主要问题是解释为什么粒子要多于反粒子。X射线观测表明宇宙并不是由物质和反物质的区域组成的。它的主要组成是物质。这个问题称为重子不对称性，解释这种现象的理论被称为重子产生。重子产生理论是由萨哈罗夫于1967年提出的，它的必要条件中包括物质和反物质间的电荷-宇称对称性的破缺。粒子加速器只观测到很小的电荷-宇称对称破坏，不能解释宇宙的重子不对称性。宇宙学家和粒子物理学家希望能发现电荷-宇称破坏的其它来源。
重子产生和宇宙暴脹都与粒子物理有密切的联系。这些问题的解决答案可能会产生于高能理论和实验而不是于天文观察中。

### 太初核合成过程
太初核合成是关于元素在早期宇宙形成的理论。当宇宙演化到大约三分钟时，它已经足够冷却，这时核聚变及核合成过程就终止了。因为大爆炸核合成过程持续的时间极为短暂，从质子和中子出发，它的主要合成成品是轻元素如氘、氦-4和锂。其它元素则极为微量。（重元素主要是由星体如超新星中的核反应而形成的。）虽然在1948年伽莫夫、阿尔弗和赫尔曼就已经提出了这个理论的基本观点，由于在此理论中轻元素的丰度与早期宇宙的物理性质关系密切，它至今仍然是检验大爆炸时期物理理论的极灵敏的探针。比如，它可以用来检验等效原理、暗物质和中微子物理。

### 宇宙微波背景辐射
宇宙微波背景辐射是指退耦过程（即大爆炸所产生的光辐射停止与带电离子的汤普生散射及原子第一次形成这一过程）所残余的辐射。这种辐射是由彭齐亚斯和威尔逊在1965年发现的。它具有几乎完美的2.7K黑体辐射谱，只在十万分之一内偏离各向同性。宇宙学家们可以用描写早期宇宙细微起伏演化的宇宙学微扰理论来精确地计算辐射的角度功率谱。最近的卫星（COBE和WMAP）和地面及气球（DASI，CBI和Boomerang）实验也测量了此功率谱。这些工作的目的是为了更精确地测量{\displaystyle \Lambda }-冷暗物质模型的参数，同时也为了检验大爆炸模型和新物理模型的预言。例如，最近WMAP的测量就为中微子的质量提供了限制。
更新的实验的目的则是测量微波背景谱的极化。它将为微扰理论提供更多的证据，也将为宇宙暴脹和所谓的次级非各向同性（如由背景辐射和星系和星系团相互作用引起的散亚耶夫-泽尔多维奇效应和萨克斯-沃尔夫效应）提供信息。

### 大尺度结构的形成和演化
理解最早和最大结构（如类星体，星系，星系团和超团）的形成和演化是宇宙学的核心课题之一。宇宙学家们研究的是一种由下至上有层次的结构形成模型。在此模型中，小物体先形成，而大的物体如超团还在形成过程中。研究宇宙中结构最直接了当的方法是普查可见的星系，从而构造一个星系的立体图像并测量物质功率谱。这就是斯隆数码巡天和2dF星系红移巡天的研究方案。
理解结构形成的一个重要工具是模拟。宇宙学家们用它来研究宇宙中物质的引力堆积和线状结构，超团和空穴的形成。因为宇宙中冷暗物质要比可见的重子物质多许多，所以大多数模拟只计入它们。这种处理对理解最大尺度的宇宙是足够了。更先进的模拟已经开始计入重子的效应，它们也开始研究星系的形成。宇宙学家们检查这些模拟是否与星系普查的结果一致。如果不一致，则研究偏差的原因。
宇宙学家还用其它互补的方法来测量宇宙遥远处的物质分布和再电离过程。这些方法包括：
- 莱曼阿尔法谱线森林。通过测量气体对遥远类星体所发射光的吸收来测量早期宇宙中中性氢原子的分布。
- 中性氢原子的21厘米吸收线也提供了灵敏的测试。
- 由于暗物质的引力透镜效应而引起的对遥远物象的扭曲，即所谓的弱透镜效应。

这些方法都将帮助宇宙学家解决第一代天体如何形成这一问题。

### 暗物质
大爆炸核形成、宇宙微波背景辐射和结构形成的研究证据表明了宇宙质量的25%是由非重子的暗物质组成的，而可见的重子物质只占宇宙质量的4%。作为星系周围晕中的一种冷的、不辐射的尘埃，暗物质的引力效应已经被了解得很透彻了，但是它的粒子物理性质还是个谜，人们从没有在实验室中观察到它们。暗物质的可能候选包括稳定的超对称粒子、大质量弱相互作用粒子（WIMP）、轴子和大质量致密晕天体（MACHO），它甚至还可能是在极小加速度下引力的修正（修正的牛顿动力学，或MOND）或膜宇宙学的一种效应。
星系中心的物理（如活动星系核，超大質量黑洞）可能会给暗物质的性质提供线索。

### 暗能量
如果宇宙是平坦的，那么必须有一种东西组成71%的宇宙密度（扣除25%的暗物质和4%的重子物质）。它被称为暗能量。这种东西不能干涉大爆炸核合成和宇宙微波背景辐射，所以它不能象重子和暗物质那样在星系周围晕环中结团。因为宇宙可能是平坦的，所以我们知道它的总质量。通过观测我们也知道宇宙中结团物质的质量比总质量远远要小，这就为暗物质的存在提供了很强的证据。1999年发现的宇宙可能在加速膨胀，这为暗能量的存在提供了证据。
除了暗物质的密度和结团性质外，我们对它一无所知。量子场论预言了一种类似暗物质但比它大120个数量级的宇宙常数。温伯格和一些弦理论家由此提出人择原理。他们认为宇宙常数如此小的原因是因为人类不能在其他大宇宙常数的世界中生存。许多人觉得这种解释很牵强。暗能量其他可能的解释包括精质（quintessence）和在大尺度下引力的修正。这些模型的核心是暗能量的状态方程，不同的理论有不同的状态方程。暗能量的本质是宇宙学中最具挑战性的问题之一。
如果我们对暗能量有更好的理解，我们可能会解开宇宙最终结局这一谜题。在现在这个宇宙时期，由暗能量引起的宇宙加速膨胀阻碍了比超团更大结构的形成。我们还不清楚这种加速膨胀会不会永久持续下去。或许它会加快，甚至它也可能会变成减速膨胀。

### 其它研究方向
- 原初黑洞。
- 宇宙射线谱中的格莱森-查策平-库兹明截断。对此截断的违反是否隐示了在极高能下狭义相对论的失效。
- 等效原理。爱因斯坦引力理论是否正确，物理原理的普适性。

## 延伸阅读

### 科普读物
- 史蒂文·温伯格：《最初三分钟》（1993）.
- 霍金：《时间简史：从大爆炸到黑洞》（1998）.
- 古斯：《暴脹宇宙：宇宙起源新理论的探求》(1997).

### 经典教材
- 托尔曼：《相对论、热力学和宇宙学》.
- 史蒂文·温伯格：《引力论和宇宙学》.
- 皮伯斯《物理宇宙学原理》.
- 皮伯斯：《宇宙大尺度结构》.
- 科尔布、透纳：《早期宇宙》.